# سانتانا دو بياوي
سانتانا دو بياوي هي بلدية في ولاية بياوي في المنطقة الشمالية الشرقية من البرازيل.